# Lister Sinclair
Pour les articles homonymes, voir Sinclair.
Lister Sheddon Sinclair (né le 9 janvier 1921- décédé le 16 octobre 2006) était un animateur de télévision et scénariste canadien. Ayant contribué sa voix à la radfio de Radio-Canada pendant plusieurs décennies, il était l'un des personnalités les plus reconnues de l'industrie télévisuelle canadienne.
Il a été président de la Conférence canadienne des arts de 1980 à 1983.
Il meurt le 16 octobre 2006 à l'âge de 85 ans, d'une embolie pulmonaire,.

## Filmographie

### comme acteur
- 1954 : Riches of the Earth : Narrator (voix)
- 1970 : Programme X (série TV) : Narrator
- 1981 : Great Performances (TV) : Host (voix) (saison 10, épisode 1 : Norma)
- 1990 : The Phoenix (court métrage) : (voix)

### comme scénariste
- 1951 : The Man in the Peace Tower
- 1952 : Opera School
- 1953 : Point Pelee: Nature Sanctuary
- 1954 : A Thousand Million Years

## Honneurs
- Membre de l'Ordre du Canada